# Арауканы

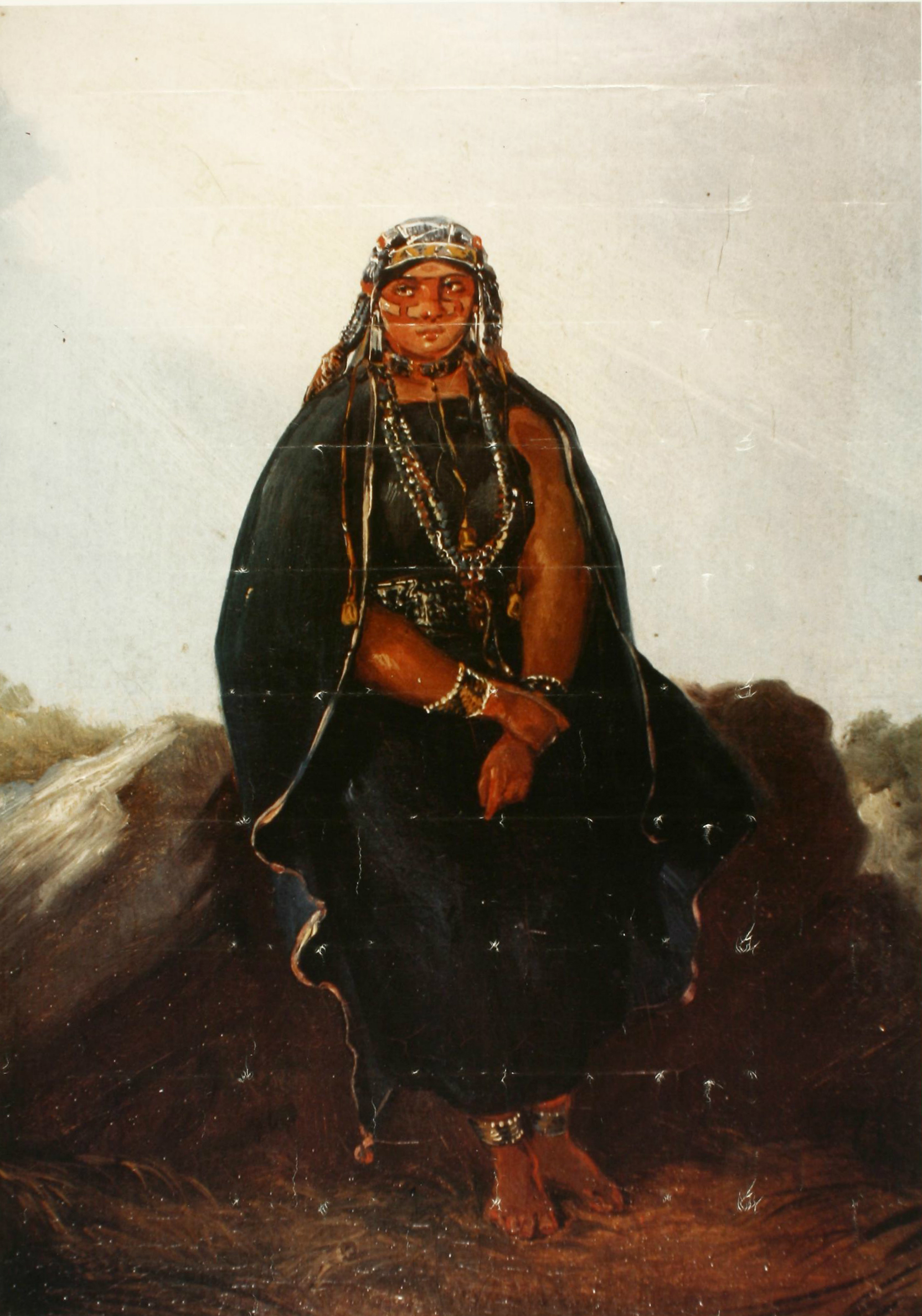
Арауканка. Худ. Йоганн Мориц Ругендас (1845)

Араука́ны, мапу́че (самоназвание — mapuche, дословно — «люди земли») — индейский народ в Чили и Аргентине. Численность, по разным оценкам, — до 1,5 млн чел. (в Чили — 1,3 млн чел., в Аргентине — до 205 тыс. чел.).
Говорят на изолированном арауканском языке; большинство владеет испанским языком. Большая часть — католики.

## Этноним

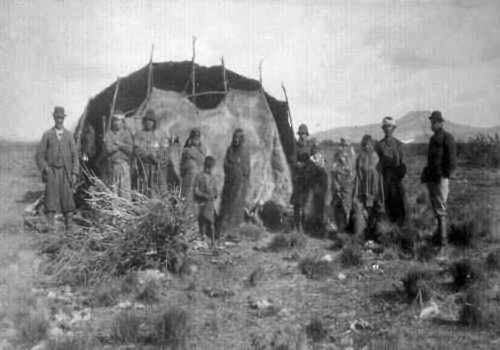
Семья мапуче. Конец XIX века

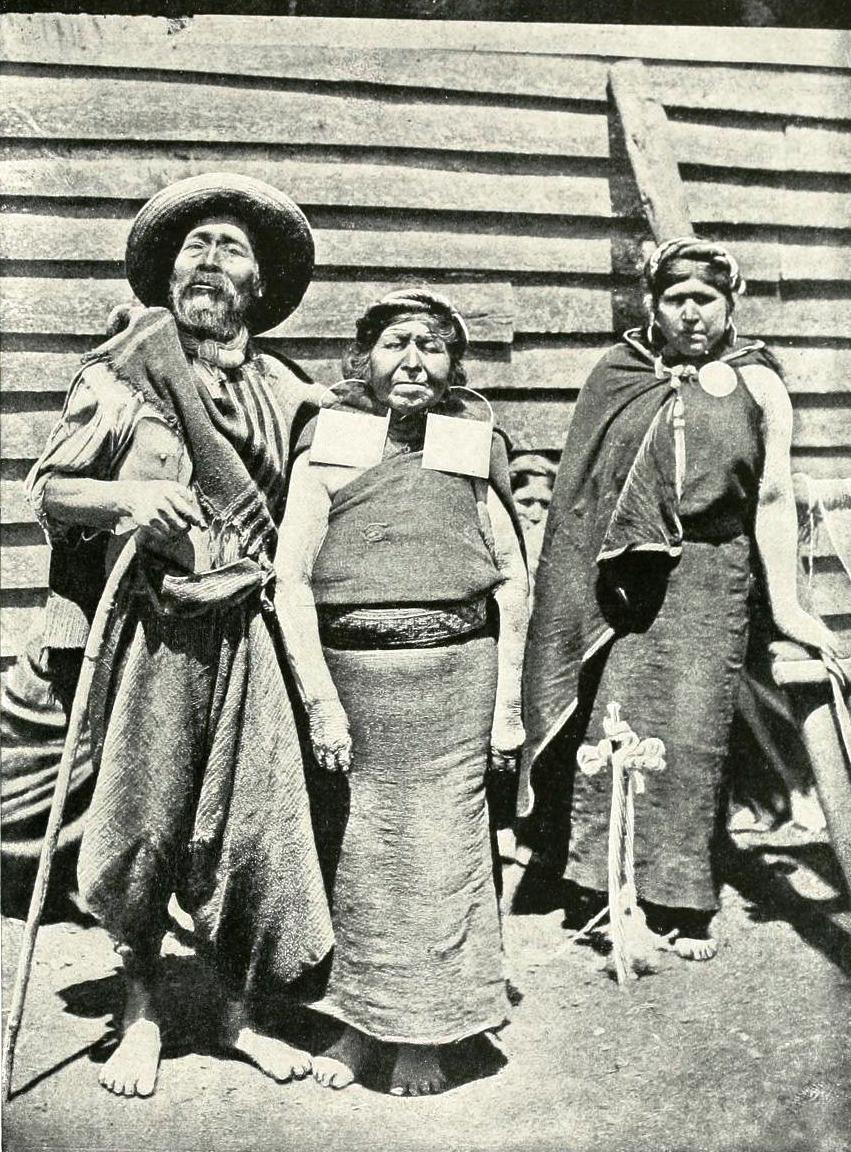
Представители народа

Название «арауканы» имеет несколько версий происхождения. 
Согласно первой версии, оно происходит от слова кечуа awqa, что означает «враг, противник» и суффикса множественного числа -kuna (awqakuna — «враги, неприятели»), а окончательный вариант araucano — это итог закрепления слова в словарном запасе испанцев. 
Согласно второй версии, название происходит от Arauco — слова, которым испанцы называли область расселения мапуче, которое, в свою очередь, является адаптированным вариантом Rag Ko, что означает «глинистая вода».

## Ареал
В Чили мапуче живут в основном между реками Био-Био и Рио-Буэно, в провинциях Био-Био, Арауко, Мальеко, Каутин, Вальдивия, Осорно, Льянкиуэ, Чилоэ. В Аргентине — в провинциях Неукен, Буэнос-Айрес, Ла-Пампа, Мендоса, Рио-Негро, Чубут.
Арауканы делились на:
- северных (пикунче), живших к северу от реки Итата,
- центральных, или собственно арауканов (мапуче) и
- южных арауканов (уильиче) — к югу от совр. г. Вальдивия.

## История
Существовали матрилинейные роды (кыга) и племена (айльяреуэ). В XVI — XVII веках малочисленные пикунче ассимилированы испанцами, остальные образовали союз под руководством верховного вождя (токе), состоявший из трёх (с начала XVIII века — четырёх) объединений (вутанмапу — «большая земля»), каждое из которых включало несколько племён и возглавлялось выборным военным вождём. В XVII — XVIII веках арауканы проникли на территорию Аргентины, частично ассимилировав пуэльче и теуэльче (этот процесс известен как арауканизация).

### Подать Сантильяна
Фернандо де Сантильян являлся автором известной «Подати Сантильяна», внедрённой в 1558 году в Чили — это были первые законы, регулировавшие отношения между испанцами и арауканами. Они были установлены из-за большого уменьшения населения от миграций и плохого обращения испанцев с индейцами.
Подать состояла в системе миты и заключалась в обязательстве касика группы индейцев посылать одного из шести индейцев на рудники и шахты, и каждого пятого на сельскохозяйственные работы. От работ освобождались женщины и лица, не достигшие 18 или старше 50 лет, и устанавливалось, что индейцев содержали энкомендеро, которые должны были лечить их от болезней, заботиться об обращении их в христианство, не обращаться с ними как со зверьми и не принуждать их к работам по воскресеньям и праздникам. Утверждалось существование системы алькальдов на шахтах, обязанных присматривать за дисциплиной промывателей золота.
4 июня 1559 года Фернандо вынес постановление о добром правлении, замирении и защите Чили.

### Сопротивление испанцам

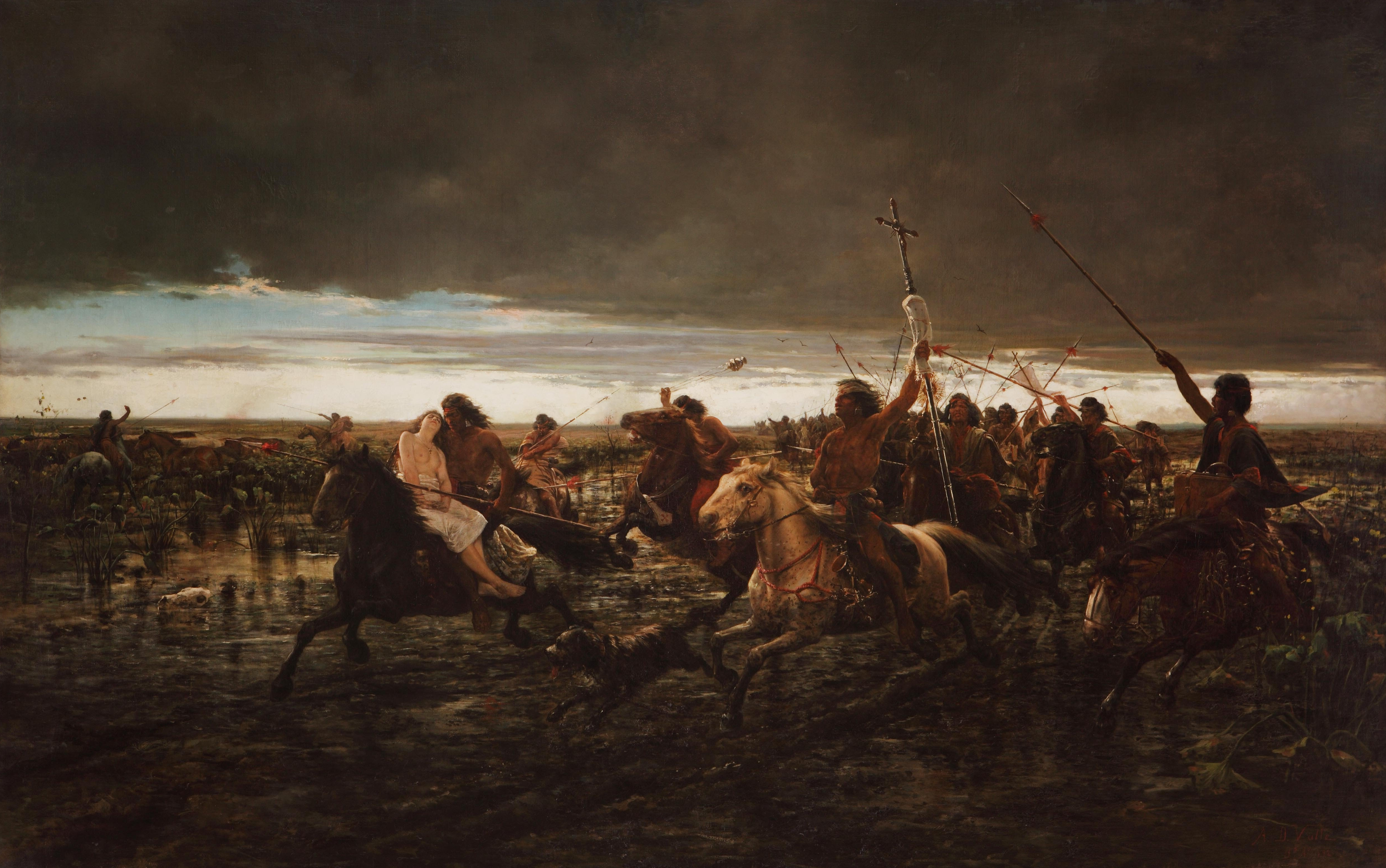
Анхель Делла Валле - Возвращение Малон (набег) (1892)

Племена мапуче оказывали ожесточённое сопротивление испанским завоевателям. 
В конце XIX — начале XX века «Энциклопедический словарь Брокгауза и Ефрона» так описывал их борьбу против конкистадоров:
- «Отличаясь большою любовью к свободе и храбростью и располагая притом с 1585 постоянной кавалерией, арауканы более чем двести лет вели войну с испанцами и неоднократно (напр. в 1602 г.) разрушали испанские колонии в своей стране, пока наконец Испания в 1773 г. признала их независимость, хотя в очень ограниченных пределах. Их мужество и храбрость в этих войнах были воспеты различными поэтами, но с наибольшим блеском Алонсо-де-Эрсилла в произведении „Araucana“ и Альваресом-де-Толедо в „Curen Indomito“»[2].

### Правители Мапуче
Титул: мапу-токи (глава народа).
- Мичималонко (ок. 1535—1543)
- Айявила (ок. 1545—1549)
- Линкойян (1549—1553)
- Лаутаро (1553—1557)
- Кауполикан (1557—1558)
- Колоколо (ок. 1570—1590)
- Пелантар (ок. 1598)
- Льентур (ок. 1630)

До XIX века — независимая территория.
- Антуан Орли де Тунан (Орели-Антуан I) (король Араукании и Патагонии 1861—1862, 1867—1871, ум. 1878).

В 1871 году территория Мапуче была разделена между Чили и Аргентиной.
- Умиротворение Араукании

## Язык
Язык мапуче (мапудунгун, «язык земли») является изолированным.
Сегодня он распространён в центрально-южном Чили и соседних районах Аргентины. Общее число свободно говорящих, по данным опубликованного в 2007 году исследования лингвиста Фернандо Суньига, — около 144 тыс. человек. Около 263 тыс. человек имеют пассивное знание языка.

## Культура и быт
Традиционная культура близка к культуре индейцев Центральных Анд: разводили лам, морских свинок, выращивали картофель (особенно уильиче), кукурузу; у пикунче было развито поливное земледелие. Была развита металлургия меди. Общинные сельскохозяйственные работы (мингако) завершались праздником. Соседние общины объединялись для сооружения оросительных каналов или строительства нового дома.
Традиционное жилище — большой овальный (реже восьмиугольный) в плане дом (рука), с несколькими опорными столбами по продольной оси и тростниковой или соломенной крышей, часто спускающейся до земли.
Мапуче не были людоедами, но знали обычай «прокулон» — знатного пленника убивали ударом дубины, а его сердце воины вырезали и съедали, чтобы храбрость казненного перешла к ним. Казнь через «прокулон» испанского солдата видел и описал в своей книге «Счастливый пленник» Франсиско Нуньес.
Одежда — тканая из шерсти: рубахи, широкие штаны и пончо — у мужчин, широкие кофты, несшитые юбки и плащ — у женщин. Носили серебряные украшения (особенно женщины), тканые узорные пояса. Мужчины носили длинные волосы, повязывали голову платком, иногда надевали широкополые шляпы, женщины заплетали косы и повязывали голову шерстяными лентами.
Ритуалы — общинный праздник с молением верховному богу-громовнику Пильяну (нгильятун), строительство нового дома (рукатун), инициации, врачевательные обряды и др. — сопровождаются пением, танцами, речитацией; ритуалами руководит шаманка (мачи), её атрибуты — вертикально поставленное бревно с выдолбленными ступеньками и бубен (мембранофон культрун) с камешками внутри и кожаной мембраной; крестообразная фигура на ней символизирует солнце и четыре радуги. Известен миф о спасении людей от потопа на горе, поднявшейся над водами, у чилийских арауканов — миф о былом господстве женщин, среди которых Луна, и победе мужчин.

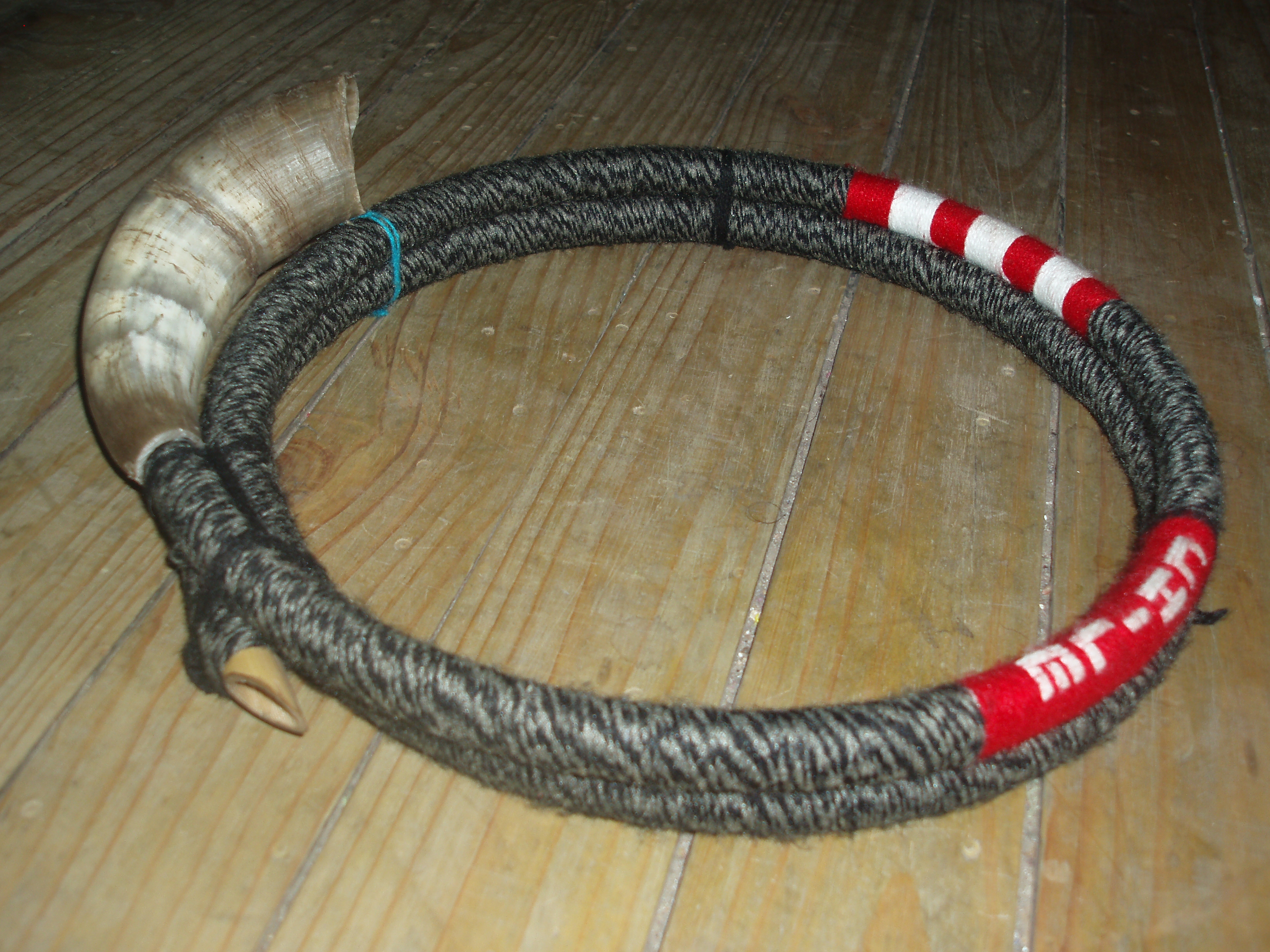
Трутрука

Необрядовые мужские и женские песни исполняются с инструментальным сопровождением или без него. Среди инструментов — труба трутрука (дл. 2,5-6 м), флейта пифилка, колокольчики, погремушки.
У современных арауканов преобладает культура креольского типа. Общины ведут в основном традиционное натуральное хозяйство и мало интегрированы в национальную экономику. Занимаются скотоводством (овцы, в меньшей степени — лошади, крупный рогатый скот), пашенным земледелием (гл. обр. пшеница и картофель), ремеслом (ткачество, обработка кожи, серебра, в меньшей степени производство керамики). Некоторые арауканы работают в угледобывающей промышленности.
Существуют общественные организации арауканов:
- в марте 1993 года создан Межрегиональный совет мапуче (Mapuche Inter-regional Council (CIM)) с центром в г. Темуко, входящий в Организацию непредставленных народов и наций (the Unrepresented Nations and Peoples Organization (UNPO), объединяет группы и организации в различных районах Чили с целью способствовать культурному, социальному и экономическому развитию арауканов;
- в Бристоле существует организация Международные связи мапуче (Mapuche International Link (MIL) (в 1978—1996 — Комитет по внешним связям мапуче Comité Exterior Mapuche (CEM);
- в 2000 в Нидерландах эмигрантами, покинувшими Чили в годы правления Пиночета, основан Фонд мапуче «Фолил» (Mapuche Foundation FOLIL; Folil — «корни»).